# آلار تومره

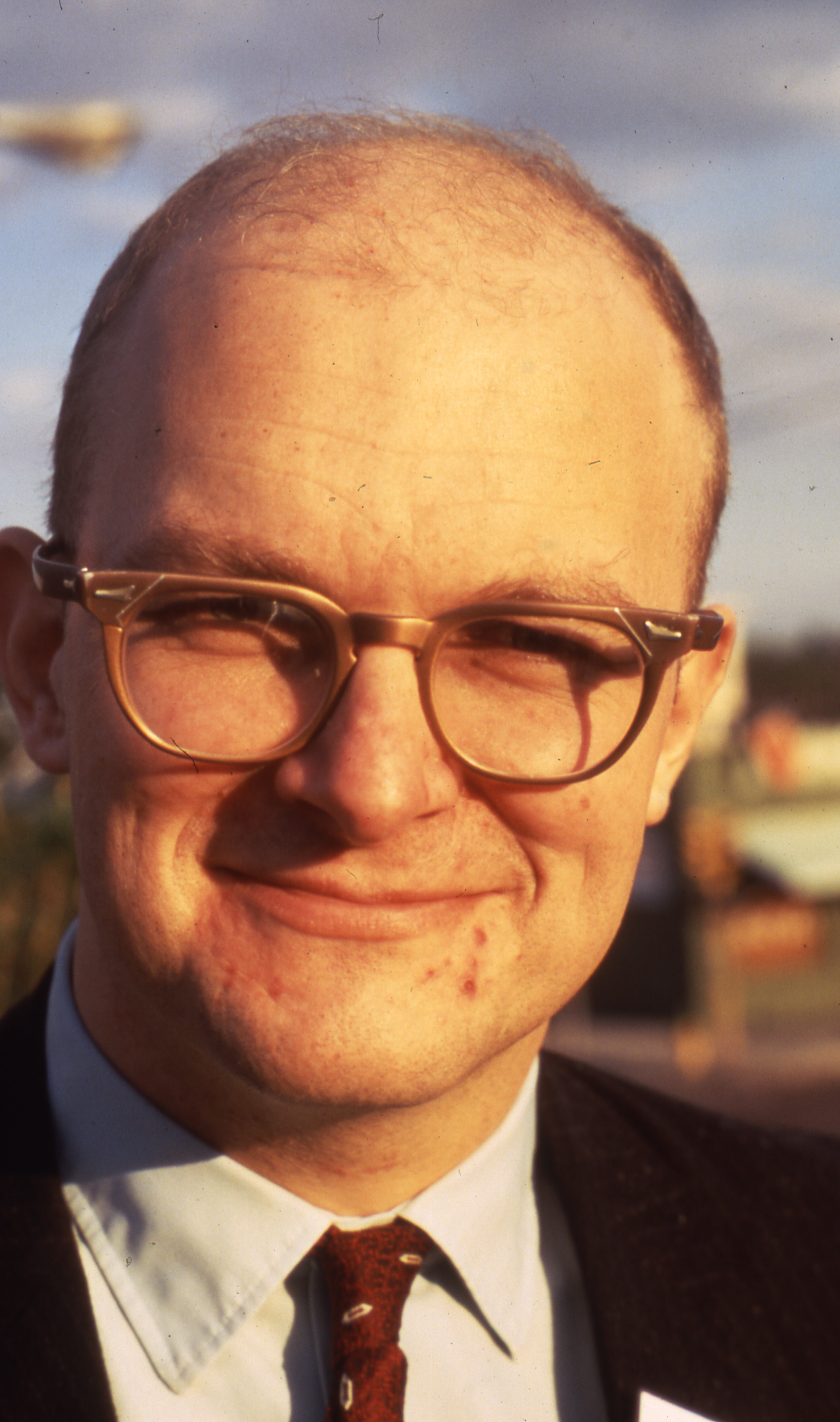
آلار تومره در سال ۱۹۷۰

آلار تومره (انگلیسی: Alar Toomre؛ زادهٔ ۵ فوریهٔ ۱۹۳۷) ریاضی‌دان، اخترشناس، و استاد دانشگاه اهل ایالات متحده آمریکا است.
او همچنین برندهٔ جوایزی همچون کمک‌هزینه گوگنهایم شده‌است.